# Коник (фільм)
«Коник» (рос. «Кузнечик») — радянський художній фільм режисера Бориса Григор'єва, знятий у 1978 році на Кіностудії ім. М. Горького.

## Сюжет
Юна провінціалка Олена Кузнецова, прозвана за свою безтурботність «коником», приїжджає в Москву. Вона вступає на історико-філологічний факультет, одружується з науковим співробітником з квартирою і машиною, заводить багатого коханця. Після розлучення Олена може стати вільною і забезпеченою. У цей момент до неї приїжджає молодша сестра, яка має намір наслідувати її в усьому. Це змушує героїню замислитися, а чи потрібне їм насправді таке життя.

## У ролях
- Людмила Нільська —  Олена Кузнецова («Коник»), студентка історико-філологічного факультету
- Микола Іванов —  Володя Левашов, старший науковий співробітник, чоловік Олени
- Людмила Арініна —  Ірина Костянтинівна Зарицька, викладачка філології
- Анатолій Ромашин —  Олег Сергійович Градов, професор філології, коханець Олени
- Марина Левтова —  Ніна Головачова, подруга Олени
- В'ячеслав Баранов —  Міша, абітурієнт
- Ольга Топіліна —  Наташа Кузнецова, молодша сестра Олени
- Анатолій Скорякин —  спортсмен, залицяльник Олени

## Знімальна група
- Автор сценарію:  Фелікс Миронер
- Режисер:  Борис Григор'єв
- Оператор:  Ігор Клебанов
- Композитор:  Георгій Дмитрієв
- Художник-постановник:  Ной Сендеров